# 山之口貘賞
山之口貘賞（やまのぐちばくしょう）は、日本の文学賞。
1978年、詩人の山之口貘をしのんで、琉球新報創刊85年を記念して創設された。奄美を含めた琉球弧の文学活動振興の立場から、年間を通して優れた詩作品を発表し、詩活動を行った人を表彰している。琉球新報社が主催している。山之口貘記念会、南海日日新聞社が後援している。資格は、広い意味で山之口貘の文学作品を受け継ぐ詩作品ないし詩活動とされ、賞の対象は、締め切りの1か月前までの1年間に発表・刊行された詩集。沖縄・奄美在住者および出身者で、自薦・他薦は問われない。受賞者には賞状、賞金10万円と副賞が贈られる。第35回受賞の網谷厚子は、第49回小熊秀雄賞を受賞している。

## 受賞者一覧
| 回（年）           | 受賞者         | 受賞作                               | 刊行                   |
| ------------------ | -------------- | ------------------------------------ | ---------------------- |
| 第1回（1978年度）  | 岸本マチ子     | 黒風                                 | オリジナル企画         |
| 第2回（1979年度）  | 伊良波盛男     | 幻の巫島                             | 矢立出版               |
| 第3回（1980年度）  | 勝連敏男       | 勝連敏男詩集1961-1978                | 行路出版               |
| 第3回（1980年度）  | 芝憲子         | 海岸線                               | 青磁社                 |
| 第4回（1981年度）  | 大湾雅常       | 海のエチュード                       | 紫陽社                 |
| 第5回（1982年度）  | 高橋渉二       | 群島渡り                             | 沖積舎                 |
| 第5回（1982年度）  | 船越義彰       | きじなむ物語                         | 那覇出版社             |
| 第6回（1983年度）  | 矢口哲男       | 仮に迷宮と名付けて                   | 矢立出版               |
| 第7回（1984年度）  | 高良勉         | 岬                                   | 海風社                 |
| 第7回（1984年度）  | 与那覇幹夫     | 赤土の恋                             | 現代詩工房             |
| 第8回（1985年度）  | 市原千佳子     | 海のトンネル                         | 修美社                 |
| 第9回（1986年度）  | 八重洋一郎     | 孛慧（ばず）                         | 神無書房               |
| 第10回（1987年度） | 松原敏夫       | アンナ幻想                           | 海風社                 |
| 第11回（1988年度） | 佐々木薫       | 潮風吹く街で                         | 海風社                 |
| 第12回（1989年度） | 進一男         | 童女記                               | 書肆季節社             |
| 第13回（1990年度） | 大楠孝和       | 夫婦像抄                             | 薬玉社                 |
| 第14回（1991年度） | 花田英三       | ピエロタへの手紙                     | 矢立出版               |
| 第15回（1992年度） | 上原紀善       | サンサンサン                         |                        |
| 第16回（1993年度） | 山中六         | 見えてくる                           | 本多企画               |
| 第17回（1994年度） | 仲川文子       | 青卵                                 | 本多企画               |
| 第18回（1995年度） | 安里正俊       | マッチ箱の中のマッチ棒               | ボーダーインク         |
| 第19回（1996年度） | 仲嶺真武       | 再会                                 | 沖積舎                 |
| 第20回（1997年度） | 鉋浦敏         | 星昼間                               | ぷしぃぴろーま         |
| 第21回（1998年度） | 中里友豪       | 遠い風                               | ボーダーインク         |
| 第22回（1999年度） | 宮城隆尋       | 盲目                                 |                        |
| 第22回（1999年度） | 藤井令一       | 残照の文化 - 奄美の島々              |                        |
| 第23回（2000年度） | 宮城英貞       | 実存の苦木泉                         |                        |
| 第23回（2000年度） | 山口恒治       | 真珠出海                             | 榕樹書林               |
| 第24回（2001年度） | 山川文太       | げれんサチコーから遠く               | ニライ社               |
| 第25回（2002年度） | 勝連繁雄       | 火祭り                               | ボーダーインク         |
| 第25回（2002年度） | 佐藤洋子       | （海）子、ニライカナイのうたを織った | 矢立出版               |
| 第26回（2003年度） | 松永朋哉       | 月夜の子守唄                         |                        |
| 第27回（2004年度） | 仲程悦子       | 蜘蛛と夢子                           | 尚生堂                 |
| 第27回（2004年度） | 水島英己       | 今帰仁で泣く                         | 思潮社                 |
| 第28回（2005年度） | 大城貞俊       | 或いは取るに足りない小さな物語       | なんよう文庫           |
| 第28回（2005年度） | 久貝清次       | おかあさん                           | 私家版                 |
| 第29回（2006年度） | 岡本定勝       | 記憶の種子                           | ボーダーインク         |
| 第30回（2007年度） | 仲村渠芳江     | バンドルの卵                         | 詩遊社                 |
| 第31回（2008年度） | 大石直樹       | 八重山讃歌                           | 文進印刷               |
| 第32回（2009年度） | 上江洲安克     | うりずん戦記                         | 琉球新報社             |
| 第32回（2009年度） | トーマ・ヒロコ | ひとりカレンダー                     | ボーダーインク         |
| 第33回（2010年度） | 揺いろは       | マリアマリン                         | ボーダーインク         |
| 第34回（2011年度） | 下地ヒロユキ   | それについて                         | 古仙文庫               |
| 第34回（2011年度） | 新城兵一       | 草たち、そして冥界                   | あすら舎               |
| 第35回（2012年度） | 網谷厚子       | 瑠璃行                               | 思潮社                 |
| 第36回（2013年度） | 西原裕美       | 詩集 私でないもの                    |                        |
| 第37回（2014年度） | かわかみまさと | 詩集 与那覇湾 - ふたたびの海よ       | あすら舎               |
| 第37回（2014年度） | 米須盛祐       | 詩集 ウナザーレーィ                  | 沖縄自分史センター     |
| 第38回（2015年度） | 波平幸有       | 小の情景                             | ブイツーソリューション |
| 第39回（2016年度） | 山川宗司       | 少年の日といくつかの夕日             |                        |
| 第40回（2017年度） | あさとえいこ   | 詩集 神々のエクスタシー              | あすら舎               |
| 第40回（2017年度） | 佐藤モニカ     | 詩集 サントス港                      | 新星出版               |
| 第41回（2018年度） | 新垣汎子       | 汎                                   | ボーダーインク         |
| 第42回（2019年度） | 東木武市       | 自選詩集 若い頃のメモ帳より          | 脈発行所               |